# Dylan Hughes
Dylan John Hughes (Vancouver, 23 januari 1985) is een Canadees voormalig voetballer die als aanvaller speelde.
Hij speelt in de jeugd bij Newcastle United en 1. FC Kaiserslautern. Bij Jahn Regensburg in Duitsland speelt hij zijn eerste competitie duels voor het eerste elftal. In de zomer van 2005 verdient Hughes met de Welshe nationaliteit een transfer naar RKC Waalwijk. Voor het seizoen 2006/2007 was hij uitgeleend aan VVV-Venlo uit de Eerste divisie. In het seizoen 2008/09 speelde Hughes in Griekenland voor APS Makedonikos en een seizoen later voor PAS Lamia. Hierna speelde hij nog voor de Duitse amateurclub FT Starnberg 09 (2010-2012, tevens jeugdtrainer) en sinds 2012 is hij sportief directeur bij SC Fürstenfeldbruck.

## Clubstatistieken
| Seizoen | Club                     | Land      | Competitie          | Wed. | Goals |
| ------- | ------------------------ | --------- | ------------------- | ---- | ----- |
| 2003/04 | 1. FC Kaiserslautern II  | Duitsland | Regionalliga Süd    | 2    | 0     |
| 2004/05 | 1. FC Kaiserslautern II  | Duitsland | Oberliga Südwest    | 0    | 0     |
| 2004/05 | → SSV Jahn Regensburg    | Duitsland | Regionalliga Süd    | 2    | 1     |
| 2004/05 | → SSV Jahn Regensburg II | Duitsland | Regionalliga Bayern | 4    | 0     |
| 2005/06 | RKC Waalwijk             | Nederland | Eredivisie          | 0    | 0     |
| 2006/07 | → VVV-Venlo              | Nederland | Eerste divisie      | 12   | 1     |
| 2007/08 | RKC Waalwijk             | Nederland | Eerste divisie      | 0    | 0     |
| Totaal  | Totaal                   | Totaal    | Totaal              | 20   | 2     |